# Malcolm et Marie
Pour plus de détails, voir Fiche technique et Distribution.
Malcolm et Marie (Malcolm & Marie) est un film américain écrit, co-produit et réalisé par Sam Levinson, sorti en 2021.

## Synopsis
Après l'avant-première de son dernier film, le réalisateur et scénariste Malcolm Elliott rentre chez lui avec sa petite amie actrice, Marie Jones. Après les premières réactions positives lors de la projection, le cinéaste est confiant sur le succès à venir de son film. Mais il n'a pas prévu la tournure inattendue que va prendre la soirée. La jeune femme lui fait un reproche sur son discours à l'avant-première. Marie et Malcolm vont alors s'affronter et s'avouer certaines vérités sur leur couple.

## Fiche technique
Sauf indication contraire, les informations mentionnées dans cette section peuvent être confirmées par la base de données cinématographiques IMDb,  présente dans la section « Liens externes ».
- Titre français : Malcolm et Marie
- Titre original : Malcolm & Marie
- Réalisation et scénario : Sam Levinson
- Musique : Labrinth
- Décors : Michael Grasley
- Costumes : Samantha McMillen, Law Roach
- Photographie : Marcell Rév
- Montage : Julio Perez IV
- Production : Kevin Turen, Ashley Levinson, Sam Levinson, Zendaya et John David Washington

Production déléguée : Aaron L. Gilbert, Will Greenfield, Yariv Milchan, Kid Cudi et Michael Schaefer
- Société de production : Little Lamb et The Reasonable Bunch
- Société de distribution : Netflix
- Pays de production :  États-Unis
- Langue originale : anglais
- Format : noir et blanc — 1,85:1
- Genre : drame, romance
- Durée : 106 minutes
- Dates de sortie :
  - États-Unis : 29 janvier 2021 (sortie limitée au cinéma)
  - Monde : 5 février 2021 (sur Netflix)
  - France : 9 décembre 2021 (projection exceptionnelle à Lyon)

## Distribution
- Zendaya (VF : Aurélie Konaté) : Marie Jones
- John David Washington (VF : Jean-Baptiste Anoumon) : Malcolm Elliott

## Production
Après l'arrêt du tournage de la deuxième saison de la série Euphoria, en raison de la pandémie de Covid-19, Zendaya contacte le créateur de la série Sam Levinson. Elle lui demande d'écrire un long métrage original durant cette pause. Ce dernier achève l'écriture en six jours. Il s'inspire en partie de sa propre expérience quand il n'avait pas mentionné le nom de sa femme à l'avant-première de son film Assassination Nation (2018).
John David Washington rejoint ensuite le projet après un appel téléphonique avec Sam Levinson durant lequel le cinéaste lui dit seulement 10 pages de dialogues. L'acteur est d'emblée séduit par l'idée.
Le projet est validé par les syndicats Writers Guild of America, SAG-AFTRA et Directors Guild of America. Le film est tourné discrètement pendant la pandémie, du 17 juin au 2 juillet 2020. Il est l'un des premiers tournages après le début de la pandémie de Covid-19. Il se déroule entièrement à la Caterpillar House, une maison privée à Carmel-by-the-Sea en Californie,